# Frau Cheneys Ende
Frau Cheneys Ende ist ein deutscher Spielfilm aus dem Jahre 1961 von Franz Josef Wild. In den Hauptrollen sind Lilli Palmer und Carlos Thompson sowie Martin Held zu sehen. Es ist die vierte Kinoverfilmung des Theaterstücks The Last of Mrs. Cheyney von Frederick Lonsdale.

## Handlung
Mrs. Fay Cheney verströmt nach außen hin die Perfektion einer scheinbar ehrenwerten und überaus kultivierten Australierin, die in einer ihrem Lebensstil angemessenen Nobelunterkunft an der Riviera residiert. Hier verbringt die sich tugendhaft und grundehrlich gebende Witwe das Leben einer Grande Dame der High Society. Zumindest tut Mrs. Cheney alles, um in die mondäne Welt der Upper Class, der Schönen und der Reichen, einzutauchen und dazuzugehören. Ihr zur Seite steht – ganz standesgemäß – Butler Charles, der mit klassischer Bildung glänzt und Frau Cheney dadurch den Hauch einer Dame von Welt verleiht.
Wer kann bei dieser „Inszenierung“ ahnen, dass es sich bei den beiden um ein gerissenes Gaunerpaar handelt – wenngleich auf ganz hohem Niveau. Denn Frau Cheney ist eine ganz gewöhnliche Juwelendiebin, und Butler Charles nicht nur ihr diebischer Komplize, sondern zugleich ihr Lehrmeister in Sachen perfektes Benehmen. Dies braucht die Langfinger-Lady, um unter ihren potenziellen Opfern nicht unangenehm aufzufallen. Die Dinge nehmen für Frau Cheney eine dramatische Wendung als der smarte Lord Dilling sie bei einer ihrer Diebestouren in flagranti erwischt. Fay Cheney wollte gerade die Halskette der vermögenden Mrs. Webley entwenden, und zu allem Überfluss ist Arthur Dilling auch noch der Neffe von Mrs. Webley.
Er ist bereit, Fay Cheney nicht zu verraten, wenn sie mit ihm eine Liebesnacht verbringt. Entrüstet lehnt Mrs. Cheney, die als notorischer Langfinger dennoch ihre persönliche, sittliche Moral hochhält, diesen Erpressungsversuch ab. Mehr oder weniger zufällig gelangt die Nobeldiebin dann in den Besitz eines brisanten Dokumentes, mit dem sie die ach so feine Gesellschaft der Riviera massiv unter Druck setzen könnte, wenn sie wollte. Es handelt sich um einen Brief des alten Lord Kelton, der so manche pikante Wahrheit über seine hier ansässigen Standesgenossen enthält. Doch auf einmal erweist sich Frau Cheney als sehr viel anständiger als die hohen Herrschaften rund um Monte Carlo. Unter anderem weist sie ein Geldangebot, mit dem sie zum Schweigen gebracht werden soll, zurück. Schließlich will Lord Dilling sie zu seiner Frau machen. Das Ende der Frau Cheney ist damit eingeläutet, das Leben der Lady Dilling kann beginnen.

## Produktionsnotizen
Die Dreharbeiten zu Frau Cheneys Ende fanden im Frühjahr 1961 statt. Die Uraufführung war am 24. August 1961. Dieser Film erhielt seine Fernseherstausstrahlung am 3. Juni 1967 in der ARD.
Wolf Englert schuf die Filmbauten, Bruno Monden war ungenannt an der Bauausführung beteiligt.
Frau Cheneys Ende war der einzige Kinofilm des Fernsehregisseurs Wild.
Nach 1929 (The Last of Mrs. Cheyney mit Norma Shearer und
Basil Rathbone) und 1937 (The Last of Mrs. Cheyney, mit Joan Crawford, William Powell und Robert Montgomery), sowie Der Gauner und die Lady aus dem Jahr 1951, als derselbe Stoff in Hollywood herausgebracht wurde, handelt es sich hier um die vierte Kinoversion des Theaterstücks The Last of Mrs. Cheyney von Frederick Lonsdale.
Martin Held variierte diese Rolle als in gehobenen Kreisen aktiver Juwelendieb 1966 in dem Alfred-Vohrer-Krimilustspiel Lange Beine – lange Finger.

## Kritik
In Der Spiegel hieß es: „In dieser Diebeskomödie (nach dem Theaterstück des Engländers Frederick Lonsdale) deklassieren manierliche Gauner die Taugenichtse der High Society. Die komischen und dramatischen Möglichkeiten, die sich etwa daraus ergeben, daß die als tugendhaft verschrieene Dame Cheney in den besten Kreisen der Riviera-Gesellschaft einen Juwelen-Diebstahl vorbereitet, wurden indes zugunsten streng moralischer Rühreffekte vergeben: Die Titelheldin steht am Ende wirklich fast so ehrbar da, wie sie am Anfang erschien. Daß das (von dem Fernsehregisseur Franz Josef Wild) betulich inszenierte Lustspiel dennoch hinreichend vergnüglich wirkt, ist vornehmlich dem von Lilli Palmer und Martin Held dargestellten Gaunerpaar zuzuschreiben.“
Filme 1959/61, das Handbuch VI der Katholischen Filmkritik, meinte: „Ansätze zur Gauner- und Schelmenkomödie gehen in gehäufter Riviera-Mondänität unter. Das „Ende“ ist platt und glatt wie die Tonlage des gesamten Films, der durch deftige Frivolitäten unschöne Nebentöne erhält. Schauspielerisch jedoch recht wirkungsvoll.“
Das Lexikon des internationalen Films schrieb: „Schauspielerisch sehr ansprechende, etwas flach inszenierte Verfilmung eines Bühnenstücks.“
Der Evangelische Film-Beobachter zog folgendes Fazit: „Ehe der Film zur eleganten Gaunerkomödie mit satirischer Note wird, wühlt er stark in Frivolitäten. Nur für kritische Erwachsene.“